# Hypercompe cotyora
Hypercompe cotyora är en fjärilsart som beskrevs av Druce 1884. Hypercompe cotyora ingår i släktet Hypercompe och familjen björnspinnare. Inga underarter finns listade i Catalogue of Life.